# Andrew W.K.
Andrew Fetterly Wilkes Krier, більш відомий як Andrew W.K. (нар. 9 травня 1979 , Станфорд, Каліфорнія) — американський панк-рок виконавець та музичний продюсер, що також є головним героєм серіалу Destroy Build Destroy. Як музикант, він розпочав свою кар'єру у 1998 році. 2001 року вийшов його перший хіт-сингл «Party Hard», з альбому «I Get Wet».

## Біографія
Народився 9 травня 1979 року у Станфорді, Каліфорнія.
Його перший офіційний сольний альбом вийшов у 1998 році, під назвою Room To Breathe, був випущений під лейблом Hanson Records. Але успіху альбом не мав, оскільки були зроблені лише 35 копії. У 2000 році він випустив свій перший EP, AWKGOJ. Популярність прийшла до виконавця у 2001 році, коли був випущений перший студійний альбом I Get Wet. Пісні з цього альбому прозвучали у фільмах Freaky Friday та American Pie. Загалом у активі виконавця 6 студійних альбомів, 3 демо-альбоми, 2 спліт-альбоми та 3 компіляційні альбоми.

## Дискографія

### Альбоми
| Рік  | Альбом | Позиції у чартах | Позиції у чартах | Позиції у чартах | Позиції у чартах | Позиції у чартах | Позиції у чартах |
| Рік  | Альбом | US               | US H/S           | FIN              | JPN              | SWE              | UK               |
| ---- | --- | ---------------- | ---------------- | ---------------- | ---------------- | ---------------- | ---------------- |
| 2001 | I Get Wet - Released: 13 листопада, 2001 - Labels: Mercury Records, Island Def Jam Music Group                                                       | 84               | 1                | 32               | 39               | 59               | 71               |
| 2003 | The Wolf - Released: 9 вересня, 2003 - Labels: Mercury Records, Island Def Jam Music Group                                                           | 61               | –                | –                | 14               | –                | 152              |
| 2006 | Close Calls With Brick Walls - Released: 5 липня, 2006 (Japan), March 22, 2010 (Worldwide) - Labels: Universal Music (Japan), Steev Mike (Worldwide) | –                | –                | –                | 30               | –                | –                |
| 2008 | The Japan Covers - Released: 26 листопада, 2008 - Labels: Universal Music Japan                                                                      | NR               | NR               | NR               | 68               | NR               | NR               |
| 2009 | 55 Cadillac - Released: 7 вересня, 2009 - Labels: Ecstatic Peace!, Skyscraper Music Maker                                                            | –                | –                | –                | –                | –                | –                |
| 2009 | Gundam Rock - Released: 9 вересня, 2009 - Labels: Universal Music Japan                                                                              | NR               | NR               | NR               | 58               | NR               | NR               |

### Сингли
- "Room to Breath" (sic) (Under his full name, Andrew Wilkes-Krier) (1998, Hanson Records)
- "You Are What You Eat", (Under his full name, Andrew Wilkes-Krier) (was to be 1998, went unreleased Hanson Records)
- "Party Hard" (October, 2001) #19[5] (UK Top 40 Chart)
- "She Is Beautiful" (February, 2002) #55[5] (UK Top 40 Chart)
- "We Want Fun" (December, 2002)
- "Fun Night" (2002)
- "Tear It Up" (July, 2003)
- Specialty Radio Sampler (August, 2003) (including tracks "Tear It Up", "Your Rules", and "Never Let Down")
- "Never Let Down" (September, 2003)
- "Long Live the Party" (2003, Japan only)
- "Son Nano Kankei Neh Rock" (2008, Japan only mobile ringtone)
- "Kiseki" (2008, Japan only) (Greeeen cover)
- "Kiba" (2010, Japan only, featured vocalist with Marty Friedman)
- "I'm A Vagabond" (7" vinyl single) (February, 2010, Big Scary Monsters)
- "I Was Born To Love You" (2011, Japan only)
- "Go Go Go Go" (November 1, 2011) [The W.S.C.]

### Відео
- Party hard (2001)
- We want fun (2001)
- It's Time to Party (2001)
- She's Beautiful (2002)
- Never Let Down (2003)
- Your rules (2003)
- I'm A Vagabond (2010)